# Kathia Sánchez
Kathia Sánchez (29 novembre 1995) è una pallavolista portoricana, palleggiatrice delle Criollas de Caguas.

## Carriera

### Club
La carriera di Kathia Sánchez inizia nei tornei universitari degli Stati Uniti d'America, dove gioca in NJCAA Division I con lo Iowa Western, tra il 2013 e il 2014. Si trasferisce poi alla Central Michigan, in NCAA Division I, dove milita per un biennio. 
Dopo un periodo di inattività, debutta da professionista in patria, disputando la Liga de Voleibol Superior Femenino 2019 con le Indias de Mayagüez. Dopo aver disputato stagione 2020 con le Llaneras de Toa Baja, in seguito al trasferimento della franchigia a San Juan disputa la stagione seguente con le Sanjuaneras de la Capital. Inizia la Liga de Voleibol Superior Femenino 2022 difendendo i colori delle Atenienses de Manatí, prima di trasferirsi per il resto dell'annata alle Changas de Naranjito.
Per la Liga de Voleibol Superior Femenino 2023 fa ritorno alla franchigia di San Juan, ora denominata Cangrejeras de Santurce, mentre nell'edizione seguente del torneo torna a indossare la casacca delle Changas de Naranjito, venendo ceduta nel corso dell'annata alle Criollas de Caguas, con cui poi si aggiudica uno scudetto.

### Nazionale
Debutta in nazionale in occasione della NORCECA Final Four 2024, dove conquista l'oro.

## Palmarès

### Club
- Campionato portoricano: 1

2025

### Nazionale (competizioni minori)
- NORCECA Final Four 2024